# Intelekt
Um ili posuđenica intelekt (iz latinskog. intellectus:
percepcija, kognicija ili spoznaja) odnosi se na sposobnosti kroz razmišljanje znanje doći do spoznaja ili uvida. Pojam je usko vezan za razboritost i razum.